# 장만링
장만링(張曼伶, 장만령, 영문명은 Bella Cheung,1984년 9월 28일 ~ )은 중화인민공화국의 여성 가수, 작사가, 영화배우이며 중화인민공화국 광둥성 광저우 출생이다.

## 생애
1998년 홍콩에서 개최된 가요제에서 입상하여 가수 첫 데뷔하였으며 2005년 홍콩 영화 《표이흉간(飄移凶間)》의 단역 출연을 통하여 영화배우 데뷔하였다.

## 호우(好友) 관계
- 천메이스, 랴오쥔자, 량청치와 절친한 관계이다.